# Buffalo Bill
William Frederick "Buffalo Bill" Cody (cerca de Le Claire, Iowa; 26 de febrero de 1846 – Denver, Colorado; 10 de enero de 1917) fue un explorador estadounidense, cazador de bisontes y empresario de espectáculos. 
Comenzó a trabajar a la edad de once años y a los catorce fue uno de los jinetes del efímero pero legendario servicio de correo Pony Express. Durante la Guerra de Secesión sirvió como soldado en el Ejército de la Unión desde 1863 hasta el fin del conflicto en 1865. Después sirvió como explorador civil para el ejército estadounidense durante las Guerras Indias, en el transcurso de las cuales fue galardonado con la prestigiosa Medalla de Honor en 1872.
Se le recuerda porque fue una de las figuras más pintorescas del Viejo Oeste, imagen que se labró desde muy joven. Ganó fama principalmente por los espectáculos que organizó sobre temas del lejano oeste, con números de cowboys y actuaciones inspiradas en el mundo fronterizo y las Guerras Indias. Fundó en 1883 el espectáculo ambulante Buffalo Bill's Wild West, con el que recorrió Estados Unidos y Europa.

## Sobrenombre y trayectoria
William Frederick Cody (Buffalo Bill) consiguió su apodo por su fama como cazador de bisontes (en inglés, "buffalo") para proveer de carne a trabajadores del ferrocarril en el estado. El apodo se refería originalmente a otro vaquero llamado Bill Comstock. Cody ganó el sobrenombre a Comstock en una competencia de caza de bisontes en 1868; ganó 69 a 48 gracias a que utilizó un rifle de repetición que, aunque más corto, permitía muchos más disparos que el de su rival.

## Primeros años
William Frederick Cody nació en el condado de Scott, Iowa, en 1845, hijo de Isaac y Maria Cody.  Vivió durante varios años en la ciudad de su padre, Toronto, en Canadá, antes de regresar con toda su familia al Territorio de Kansas. Cuando tenía siete años su hermano mayor Samuel falleció debido a la caída desde un caballo; la muerte afectó tanto a su hermana, Maria Cody, que aconsejaron a la familia que cambiara de ambiente, y volvieron a Kansas a una cabaña de troncos que poseían allí.
El padre de Cody creía que Kansas debía ser un estado libre, pero muchos de los otros colonos en el área estaban a favor de la esclavitud (véase Bleeding Kansas). Cuando una vez Isaac Cody daba un discurso en contra de la esclavitud en el almacén local, soliviantó los ánimos de los esclavistas en la audiencia y uno de ellos lo apuñaló. William Cody ayudó a llevar a su padre a un sitio seguro, aunque este nunca se recuperó completamente de sus lesiones. Los partidarios de la esclavitud persiguieron a su familia constantemente, forzando a Isaac Cody a pasar mucho tiempo lejos del hogar. El padre de Cody murió en 1857 de complicaciones producto de la puñalada.
Después de la muerte de su padre, la familia Cody sufrió dificultades financieras y William entonces, con solo once años de edad, tomó un trabajo con el transportador de carga como ayudante, entregando mensajes. Posteriormente se alistó en el ejército de Johnston como miembro no-oficial de los exploradores asignados para guiar al ejército hacia Utah para sofocar una supuesta rebelión falsa en la población mormona de Salt Lake City. A los catorce años, Cody fue atraído por la fiebre del oro, pero en su viaje hacia los campos de oro conoció a un agente del Pony Express. Comenzó a trabajar para ellos y después de construir varias estaciones y corrales le fue dado un trabajo como jinete, que mantuvo hasta que lo reclamaron desde su hogar debido a que su madre estaba enferma. En esa época trabó amistad con otra futura leyenda del oeste, Wild Bill Hickock.
Cuando su madre se recuperó, Cody trató de alistarse como soldado, pero fue rechazado por su escasa edad. Debido a esto comenzó a trabajar con una caravana que entregaba suministros en el fuerte Laramie.

## Soldado en la Guerra de Secesión
Poco después de la muerte de su madre en 1863, Cody se alistó en el 7.º Regimiento de Caballería de Kansas y combatió del lado de la Unión durante el resto de la guerra civil.
Mientras estaba en el campo militar en St. Louis, conoció a Louisa Frederici (1843-1921), con la cual se casó el 6 de marzo de 1866. Su unión no fue feliz, y procuró sin éxito divorciarse de Louisa. Tuvieron cuatro niños, Arta Lucille (1866-1904), Kit Carson (1870-1876), Orra Maude (1872-1883) e Irma Louise (1883-1918); dos de ellos murieron jóvenes: su hijo Kit murió de escarlatina en abril de 1876 y su hija Orra murió en 1880.

## Explorador del Ejército de los EE.UU.

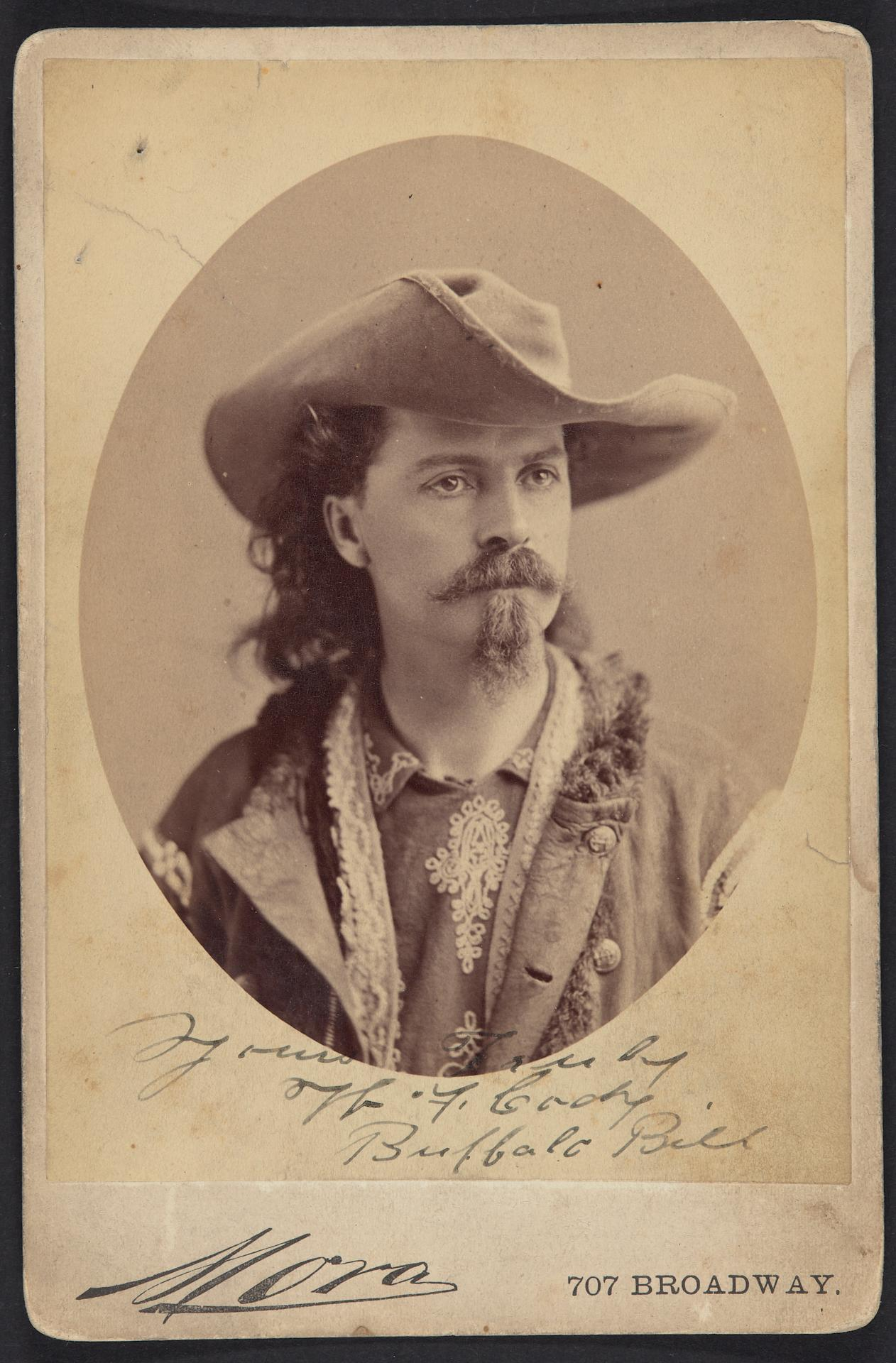
Buffalo Bill hacia 1875.

Su experiencia temprana como explorador del ejército lo condujo otra vez a la exploración, esta vez designado oficialmente.
A partir de 1868 y hasta 1872 fue empleado como explorador por el ejército de los Estados Unidos. Parte de este tiempo lo pasó explorando el territorio de los indios, y el resto en la caza de bisontes y la construcción del ferrocarril de Kansas al Pacífico. Recibió la Medalla del Honor en 1872 mientras servía como explorador civil para el 3.º Regimiento de Caballería. Esta medalla le fue revocada el 5 de febrero de 1917, veinticuatro días después de su muerte, porque al ser él un civil no era elegible para la condecoración según las nuevas pautas vigentes en 1917. La medalla le fue restaurada por el ejército en 1989.

## Vida en Wyoming
En 1895, William Cody trabajó en Wyoming, donde fundó la ciudad de Cody. Construyó en el centro de la ciudad un hotel al que llamó Irma, el nombre de su hija. Fundó otros dos hoteles, llamados Wapiti Inn y Pahaska Tepee, en el camino que conducía a la entrada este al parque nacional Yellowstone, y también construyó el rancho familiar sobre el brazo sur del río Shoshone.

## Buffalo Bill's Wild West

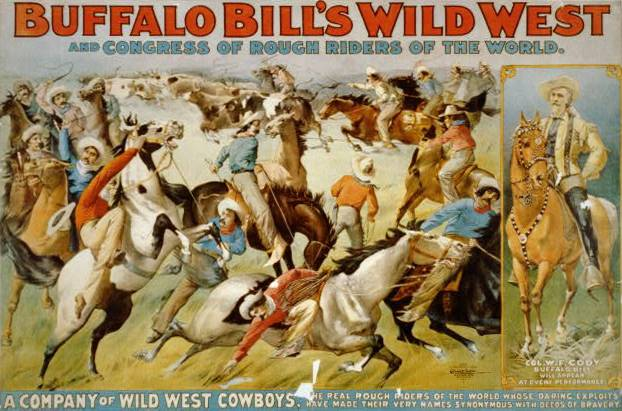
Cartel anunciador del Buffalo Bill's Wild West and Congress of Rough Riders of the World

Por esa época, estaban de moda los grandes espectáculos y los actores viajeros, como el circo de Barnum y de Bailey (Ringling Brothers and Barnum & Bailey Circus) y los circuitos de vodevil. Se unió a "Pawnee Bill's" y fundó su propio espectáculo. En 1883 en Omaha (Nebraska), fundó el Buffalo Bill's Wild West como un circo, una atracción que recorría el país con regularidad. En 1887 actuó en Londres en la celebración del año del jubileo de la reina Victoria, y continuó viajando por toda Europa en 1889. Instaló una exposición cerca de la Feria del Mundo de Chicago de 1893, lo que contribuyó en gran medida a su popularidad.

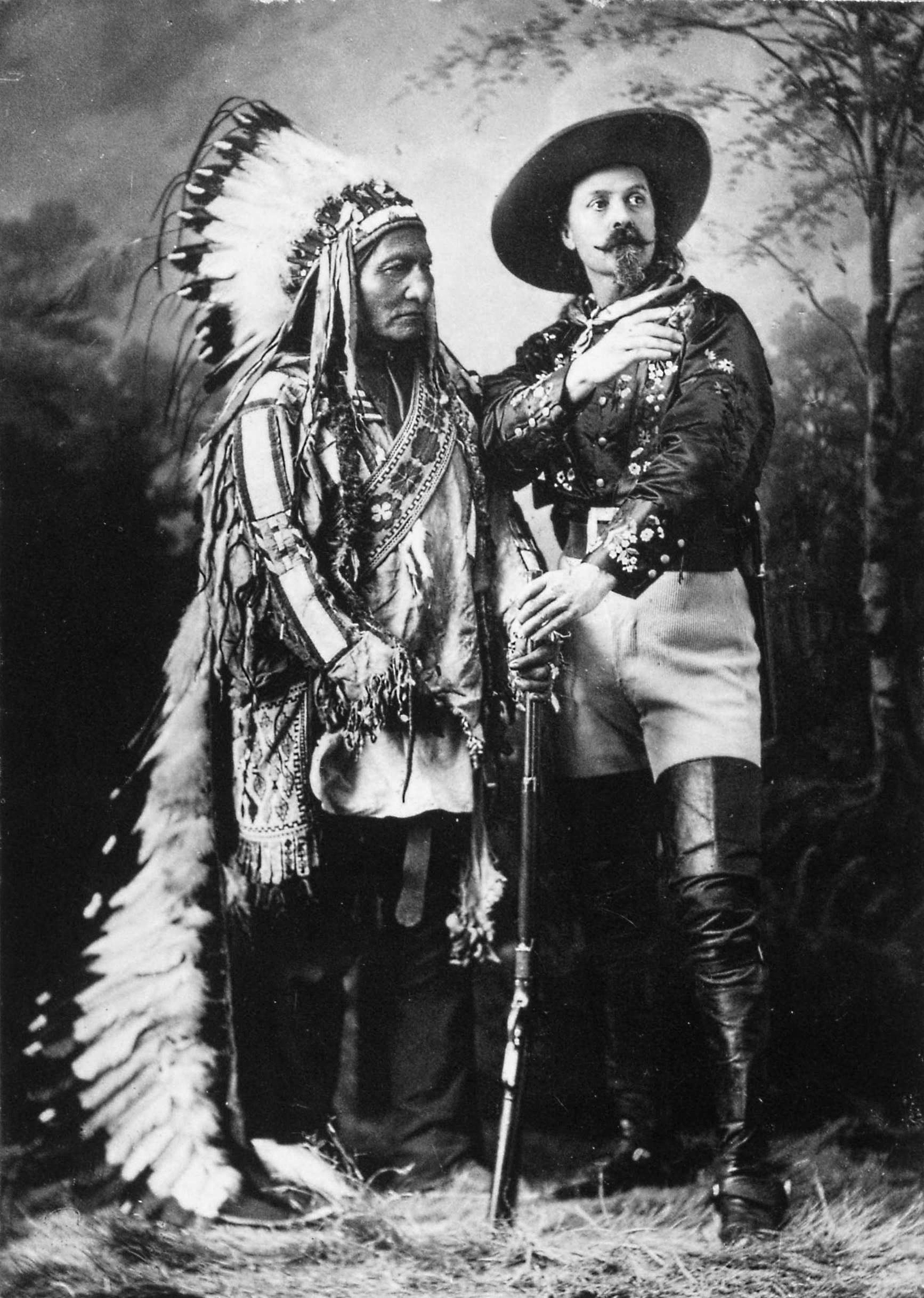
Toro Sentado y Buffalo Bill, 1885.

El Buffalo Bill's Wild West viajó por Estados Unidos durante los siguientes veinte años y se convirtió en una extravagancia móvil, incluyendo 1200 empleados. El espectáculo comenzaba con un desfile a caballo, con participantes de grupos étnicos con predilección por los caballos. Había turcos, gauchos, árabes, mongoles y cosacos, entre otros, cada uno en sus propios caballos distintivos y con sus trajes característicos coloridos y exóticos. Los visitantes a este espectáculo podían ver las habilidades de cada jinete, carreras y destrezas. Muchas personalidades occidentales auténticas eran parte de la demostración. Por ejemplo tomaban parte del espectáculo Toro Sentado y veinte de sus bravos guerreros. La compañía utilizó a vaqueros e indios verdaderos. Gente como Annie Oakley y su esposo Frank Butler realizaron exhibiciones de disparos junto a otros como Gabriel Dumont. Otros contemporáneos bien conocidos tales como Calamity Jane, también formaron parte del espectáculo. Buffalo Bill y su compañía representaban el Pony Express, ataques indígenas a las caravanas de carretas, y robos a la diligencia. El espectáculo por lo general concluía con una representación melodramática de la batalla de Little Big Horn, en la cual Cody hacía el papel del general Custer. Muchos historiadores sostienen que, a finales del siglo XIX, la compañía de Cody era la celebridad más reconocida en el mundo.
Muchos historiadores son de la opinión de que Buffalo Bill era la celebridad más reconocida del planeta a comienzos del siglo XX, pero aún con todo el reconocimiento y aprecio que el espectáculo de Cody logró para el Lejano oeste y las culturas indígenas americanas, Buffalo Bill fue testigo de dramáticos cambios en el oeste estadounidense durante su tumultuosa vida. Las manadas de bisontes, que habían tenido millones de animales, ahora estaban amenazadas con la extinción. Los ferrocarriles cruzaban las praderas, el alambre de púas y las cercas dividían ahora la tierra en poder de granjeros y rancheros, y las tribus indias otrora desafiantes fueron confinadas a las reservas. Además, los recursos naturales de Wyoming como el carbón, petróleo y gas natural empezaban a ser explotados industrialmente hacia el final de la vida de Cody. Incluso el río Shoshone fue contenido para proveer energía hidroeléctrica y proyectos de irrigación. Los constructores llamaron a la presa Buffalo Bill.

## Muerte
Buffalo Bill murió el 10 de enero de 1917 a consecuencia de una enfermedad renal. Falleció rodeado de familiares y amigos, en la casa de su hermana en Denver. El día anterior recibió el bautismo en la catedral católica de esa ciudad. Tuvo un funeral según el rito masónico.

## Legado

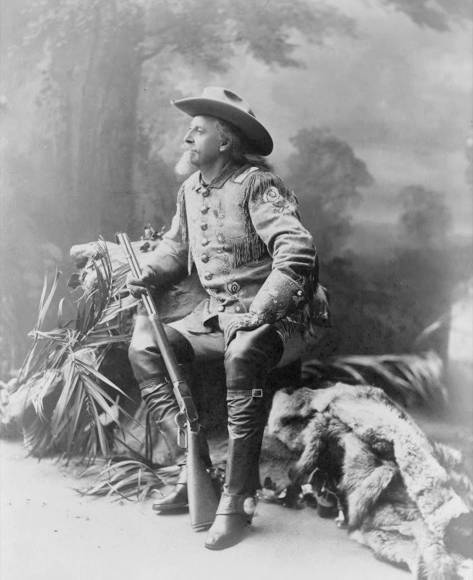
Buffalo Bill Cody en 1903

En contraste con su imagen estereotipada de hombre duro, Buffalo Bill impulsó los derechos de los indios americanos y de las mujeres. Además, a pesar de su pasado como cazador de bisontes, apoyó su conservación denunciando la caza furtiva y presionando para instaurar una temporada de caza.
Buffalo Bill llegó a ser bien conocido y su imagen se explotó como parte de la cultura estadounidense. Prueba de esto es que su personaje ha aparecido en muchos trabajos literarios como también en el cine y películas de televisión. Fue muy popular en los wésterns en las décadas de 1950 y 1960. Como personaje, aparece en la obra de Broadway Annie Get Your Gun, que tuvo primero a Ethel Merman y luego a Reba McEntire en el rol protagónico. En la televisión su personaje ha aparecido en programas como Bat Masterson y Bonanza. Su personaje ha sido retratado como el de un viejo estadista y un exhibicionista ostentoso.
Siendo un explorador de la frontera que respetó a los nativos, fue un partidario firme de sus derechos. Empleó a muchos indígenas además de a Toro Sentado, con la convicción de que su espectáculo les daba a ellos la posibilidad de una vida mejor, llamándolos “el anterior enemigo, actual amigo, el americano”. Y alguna vez dijo:

“Todos los levantamientos indios que he conocido han sido resultado de promesas y tratados rotos por el gobierno.”

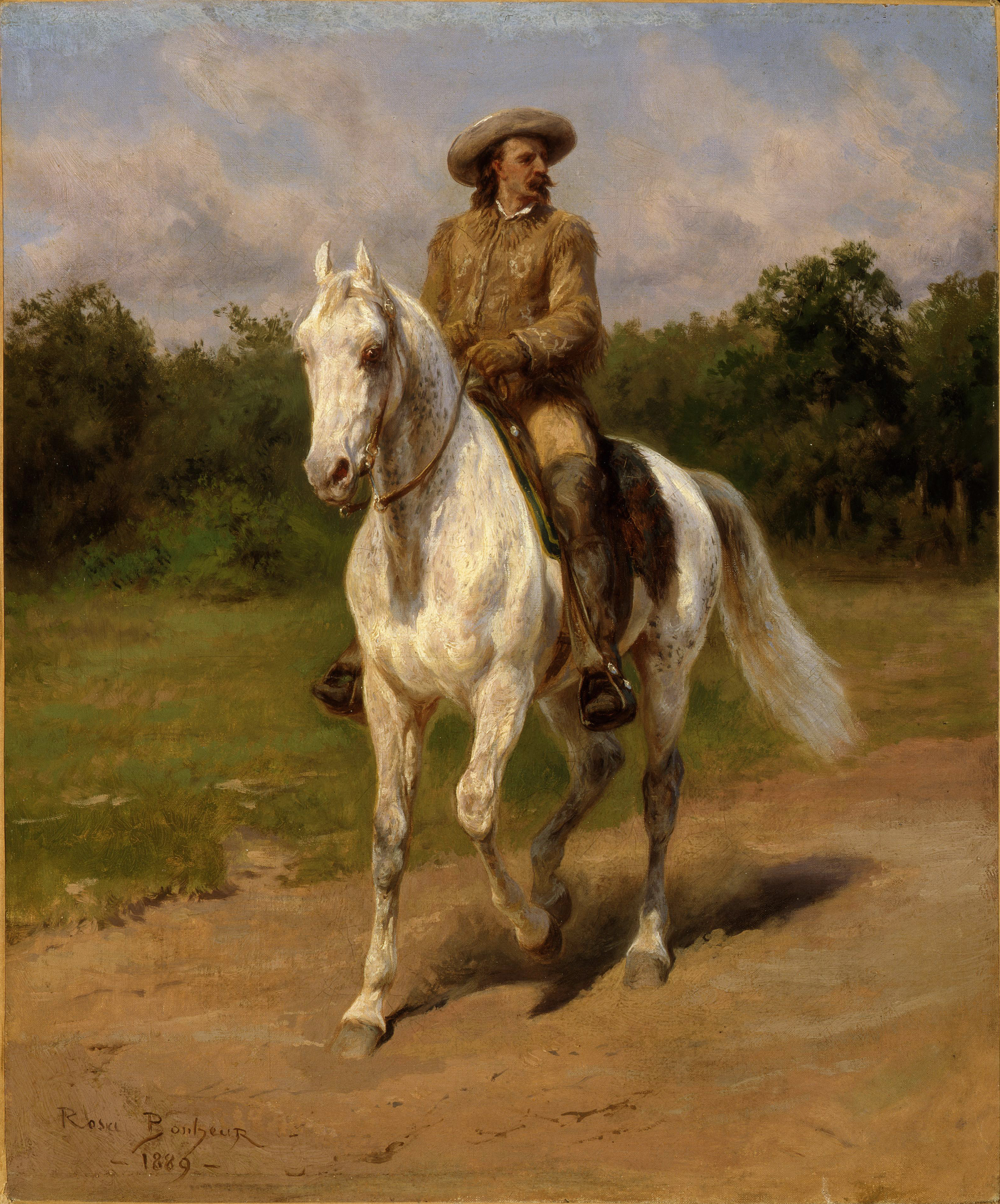
Retrato a caballo del Col. William F. Cody, por Rosa Bonheur, 1889

A la vez que en sus espectáculos los indios eran generalmente mostrados como los “malos”, al atacar diligencias y caravanas de carretas para ser perseguidos por los “heroicos” vaqueros y los soldados, en su espectáculo también incluía a las esposas y los niños de sus ejecutantes indios que armaban un campamento según sus costumbres. De esta forma el público podía ver el lado humano de los "feroces guerreros", que tenían familias como cualquier otra, solo que pertenecientes a una cultura diferente.
La ciudad de Cody, en Wyoming, fue fundada en 1896 por Cody y varios inversores. Ubicada a unos 80 km del parque nacional de Yellowstone, se convirtió en un atractivo turístico para muchos dignatarios y líderes políticos que venían buscando su leyenda. Su espectáculo pasó de hecho una gran cantidad de tiempo en Wyoming en el hogar en Cody. Sin embargo, también tenía una casa en la ciudad de North Platte, Nebraska. En esta ciudad occidental de Nebraska se celebra el "Nebraskaland Days”, un festival anual que incluye conciertos y un rodeo grande. Su hogar en North Platte es un museo y un destino turístico para los miles de personas que lo visitan cada año.

## Cine y televisión
Buffalo Bill ha sido representado en diversas películas por: 
- Él mismo (1898 y 1912)
- George Waggner (1924)
- John Fox, Jr. (1924)
- Jack Hoxie (1926)
- Roy Stewart (1926)
- William Fairbanks (1928)
- Tom Tyler (1931)
- Douglass Dumbrille (1933)
- Earl Dwire (1935)
- Moroni Olsen (1935)
- Ted Adams (1936)
- James Ellison (1936)
- Carlyle Moore (1938)
- Jack Rutherford (1938)
- George Reeves (1940)
- Roy Rogers (1940)
- Joel McCrea (1944)
- Richard Arlen (1947)
- Enzo Fiermonte (1949)
- Monte Hale (1949)
- Louis Calhern (1950)
- Tex Cooper (1951)
- Clayton Moore (1952)
- Charlton Heston (1953)
- William O'Neal (1957)
- Malcolm Atterbury (1958)
- James McMullan (1963)
- Gordon Scott (1964)
- Guy Stockwell (1966)
- Rufus Smith (1967)
- Matt Clark (1974)
- Michel Piccoli (1974)
- Paul Newman (1976)
- Buff Brady (1979)
- R. L. Tolbert (1979)
- Ramón Valdés  (1979)
- Ted Flicker (1981)
- Ken Kercheval (1984)
- Jeffrey Jones (1987)
- Stephen Baldwin (1989)
- Brian Keith (1993)
- Dennis Weaver (1994)
- Keith Carradine (1995)
- Peter Coyote (1995)
- J. K. Simmons (2004)
- Frank Conniff (2005)